# 大阪市道大阪環状線

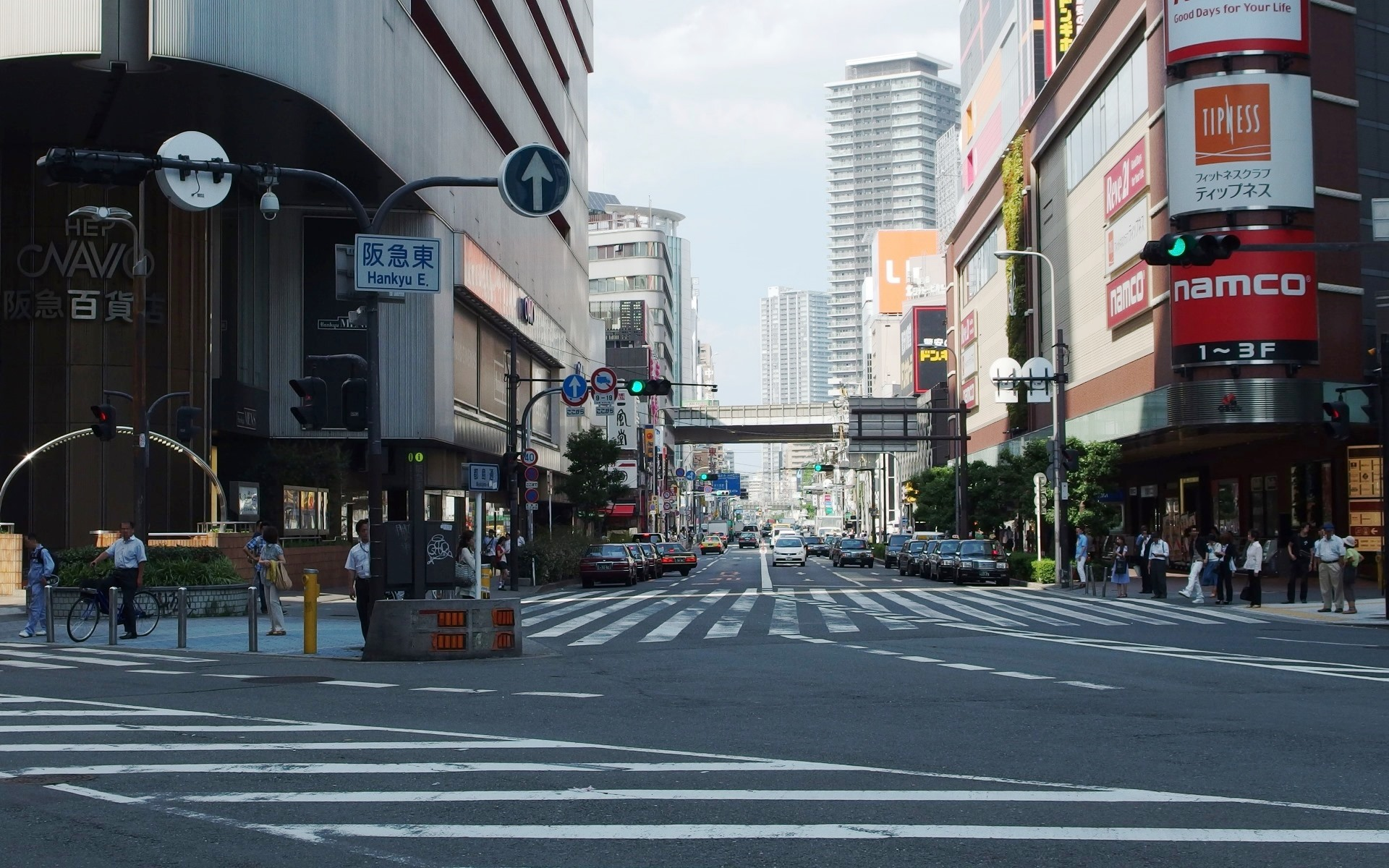
阪急東交差点

大阪市道大阪環状線（おおさかしどうおおさかかんじょうせん）は、大阪府大阪市北区角田町を起点、大阪市住吉区を終点とする主要地方道である。

## 概要
- 起点：大阪市北区角田町（阪神前交差点）
- 終点：大阪市住吉区
- 総距離：? km
- 最高速度：50 km/h

市道梅田野江線（扇町通の一部、都島通の一部）、市道森小路大和川線（今里筋）の一部、市道柴谷平野線（南港通）の一部があてられた。都市計画道路森小路大和川線として、地下にはOsaka Metro今里筋線が走っている。道路の案内標識で『大阪環状線』という表示はない。一部を除き全線が両側4車線以上で、特に今里交差点から杭全交差点の約3.6キロメートル (km) は6車線である。ただし、都島通と国道1号を繋ぐ野江4交差点から関目1交差点の約0.8 kmのみは2車線しかなく、かつ歩道の幅も狭いので走行に注意が必要である。

## 重複区間
- 国道1号 （関目1交差点 - 蒲生4交差点）
- 大阪府道173号大阪八尾線 （今里交差点 - 大池橋交差点）
- 大阪府道5号大阪港八尾線 （中野町交差点 - 住吉区）

## 交通量
| 調査地点                                                            | 平日昼間 | 休日昼間 | 平日24時間 | 休日24時間 |
| ------------------------------------------------------------------- | -------- | -------- | ---------- | ---------- |
| 北区中崎                                                            | 13,893   | 10,584   | 21,117     | 15,558     |
| 都島警察署前                                                        | 18,705   | 15,621   | 28,432     | 22,963     |
| 城東区役所前                                                        | 27,082   | 21,291   | 41,435     | 31,724     |
| 東成区東中浜                                                        | 19,690   | 18,791   | 29,929     | 20,273     |
| 生野区中川                                                          | 24,629   | 16,147   | 30,451     | 23,738     |
| 東住吉区針中野                                                      | 18,123   | 14,789   | 26,097     | 21,296     |
| 阿倍野区帝塚山                                                      | 21,050   | 18,301   | 30,312     | 23,473     |
| ※調査日： 2005/10/16（休日）、2005/10/19（平日） ※昼間は7時から19時 |          |          |            |            |

## 接続路線
| 接続する道路 南← 市道大阪環状線 →北                          | 接続する道路 南← 市道大阪環状線 →北 | 交差点          | 交差点         | 通称   |
| ------------------------------------------------------------ | ----------------------------------- | --------------- | -------------- | ------ |
| 市道南北線 （中央郵便局前方面）                              |                                     |                 |                |        |
| 国道176号 御堂筋                                             | 国道176号                           | 阪神前          | 北区           | 扇町通 |
| 都計大阪駅前線 御堂筋                                        |                                     | 阪急前          | 北区           | 都島通 |
| 市道扇町公園南通線 扇町通                                    |                                     | 阪急前          | 北区           | 都島通 |
| 国道423号 新御堂筋                                           | 国道423号 新御堂筋                  | 堂山            | 北区           | 都島通 |
| 府道14号大阪高槻京都線 天神橋筋                              | 都計北野都島線                      | 天神橋6         | 北区           | 都島通 |
| 府道14号大阪高槻京都線 天神橋筋                              | 府道14号大阪高槻京都線 天神橋筋     | 天神橋6         | 北区           | 都島通 |
| 都計長柄堺線 天満橋筋 阪神高速12号守口線 長柄出入口          | 都計新庄長柄線 天満橋筋             | 樋之口町        | 北区           | 都島通 |
| 市道赤川天王寺線                                             | 市道赤川天王寺線                    | 都島本通        | 都島区         | 都島通 |
| 市道上新庄生野線                                             | 市道上新庄生野線 城北筋             | 野江4           | 都島区         | 都島通 |
| 市道上新庄生野線                                             | 都計桜島守口線 都島通               | 野江4           | 都島区         | 都島通 |
| 国道1号 （重複=R163）                                        | 国道1号 （重複=R163）               | 関目1           | 城東区         |        |
| 接続する道路 西← 市道大阪環状線 →東                          | 接続する道路 西← 市道大阪環状線 →東 | 交差点          | 交差点         | 通称   |
| 国道1号 （京阪本通1、大日方面） 重複=R163 （関目5、緑1方面） |                                     |                 |                |        |
| 国道1号 （重複=R163）                                        | 府道8号大阪生駒線 鶴見通            | 蒲生4           | 城東区         | 今里筋 |
| 都計片町徳庵線 城見通                                        | 都計片町徳庵線                      | 鴫野東2         | 城東区         | 今里筋 |
| 市道築港深江線 中央大通                                      | 市道築港深江線 中央大通             | 緑橋            | 東成区         | 今里筋 |
| 国道308号 （重複=r173） 長堀通                               | 国道308号 （重複=r702） 千日前通    | 今里            | 東成区         | 今里筋 |
| 府道702号大阪枚岡奈良線 千日前通                             | 国道308号 （重複=r702） 千日前通    | 今里            | 東成区         | 今里筋 |
| 市道四天王寺巽線 勝山通                                      | 府道173号大阪八尾線 勝山通          | 大池橋          | 生野区         | 今里筋 |
| 国道25号 （重複=R165）                                       | 国道25号 （重複=R165）              | 杭全            | 東住吉区       | 今里筋 |
| 都計木津川平野線 松虫通                                      | 都計木津川平野線 松虫通             | 今川2           | 東住吉区       | 今里筋 |
| 府道5号大阪港八尾線 南港通                                   | 府道5号大阪港八尾線 南港通          | 中野町          | 東住吉区       | 今里筋 |
| 都計森小路大和川線 今里筋 （湯里6方面）                      |                                     |                 |                |        |
| 接続する道路 北← 市道大阪環状線 →南                          | 接続する道路 北← 市道大阪環状線 →南 | 交差点・ランプ  | 交差点・ランプ | 通称   |
| 府道5号大阪港八尾線 南港通 （流町1方面）                     |                                     |                 |                |        |
| 都計森小路大和川線 今里筋                                    | 都計森小路大和川線 今里筋           | 中野町          | 東住吉区       | 南港通 |
| 阪神高速14号松原線                                           | N/A                                 | 駒川出入口      | 東住吉区       | 南港通 |
| 府道26号大阪狭山線 長居公園東筋                              | 府道26号大阪狭山線 長居公園東筋     | 東住吉 区役所前 | 東住吉区       | 南港通 |
| 府道28号大阪高石線 あびこ筋                                  | 府道28号大阪高石線 あびこ筋         | 西田辺駅前      | 阿倍野区       | 南港通 |
| 府道30号大阪和泉泉南線 あべの筋                              | 府道30号大阪和泉泉南線 あべの筋     | 播磨町          | 阿倍野区       | 南港通 |
| 府道5号大阪港八尾線 南港通 （玉出方面）                      |                                     |                 |                |        |